# 下濱俊
下濱 俊（しもはま しゅん）は、日本の医師、研究者。札幌医科大学名誉教授。

## 経歴
- 1981年（昭和56年） - 京都大学医学部医学科卒業
- 1992年（平成 4年） - 京都大学医学部 助手
- 2002年（平成14年） - 京都大学医学部  助教授
- 2006年（平成18年） - 札幌医科大学 脳神経内科学講座 教授[1]